# Satyrus atuntsensis
Satyrus atuntsensis är en fjärilsart som beskrevs av Gross 1958. Satyrus atuntsensis ingår i släktet Satyrus och familjen praktfjärilar. Inga underarter finns listade.